# 牧誠財団
公益財団法人牧誠財団（まきまことざいだん）は、愛知県名古屋市天白区島田に所在する公益財団法人。

## 概要
メルコグループの創業30周年を記念する社会貢献事業として設立された法人で、2007年にメルコ学術振興財団として設立。理事長は株式会社バッファロー代表取締役社長執行役員CEOの牧寛之。2011年に財団法人から公益財団法人へと移行した。また、2021年1月1日にメルコ学術振興財団から牧誠財団に改称している。
主な事業内容は管理会計学に関する助成である。このほか、機関誌である『メルコ管理会計研究』 (MJMAR)も刊行している。

## 助成
管理会計学に関する以下の3分野で助成が行われている。
- 研究助成 - 日本企業で実践されている優れた管理会計実務の定式化または理論化に関する研究に対する助成。
- 国際研究交流助成 - 管理会計学の研究を促進するための国際研究交流に対する助成。
- 出版助成 - 管理会計学および関連領域の研究成果の出版に対する助成。

## 主な財団役員
- 理事長 - 牧寛之（株式会社バッファロー代表取締役社長執行役員CEO）[5]
- 業務執行理事 - 福田英雄（株式会社剣道日本代表取締役社長）
- 理事
  - 吾妻聡（成蹊大学法学部教授）[5]
  - 木村彰吾（名古屋大学理事・副総長・経済学研究科教授）[5]
  - 澤邉紀生（京都大学経営管理大学院・経済学研究科教授）[5]
  - 津坂巌（株式会社バッファロー取締役・公認会計士）
  - 中村昌弘（名古屋銀行前頭取・昭和印刷株式会社取締役）[5]
  - 若林秀樹（熊本大学半導体・デジタル研究教育機構卓越教授）[5]